# Tentziantla
Tentziantla är en ort i Mexiko.   Den ligger i kommunen San Sebastián Tlacotepec och delstaten Puebla, i den sydöstra delen av landet, 270 km öster om huvudstaden Mexico City. Tentziantla ligger 331 meter över havet och antalet invånare är 897.
Terrängen runt Tentziantla är varierad, och sluttar österut. Runt Tentziantla är det ganska tätbefolkat, med 56 invånare per kvadratkilometer. Närmaste större samhälle är Laguna Chica, 12,4 km nordost om Tentziantla. I omgivningarna runt Tentziantla växer huvudsakligen savannskog.